# Saint-Félix (Charente)
Saint-Félix è un comune francese di 117 abitanti situato nel dipartimento della Charente, nella regione della Nuova Aquitania.

## Società

### Evoluzione demografica
Abitanti censiti